# James G. Strong

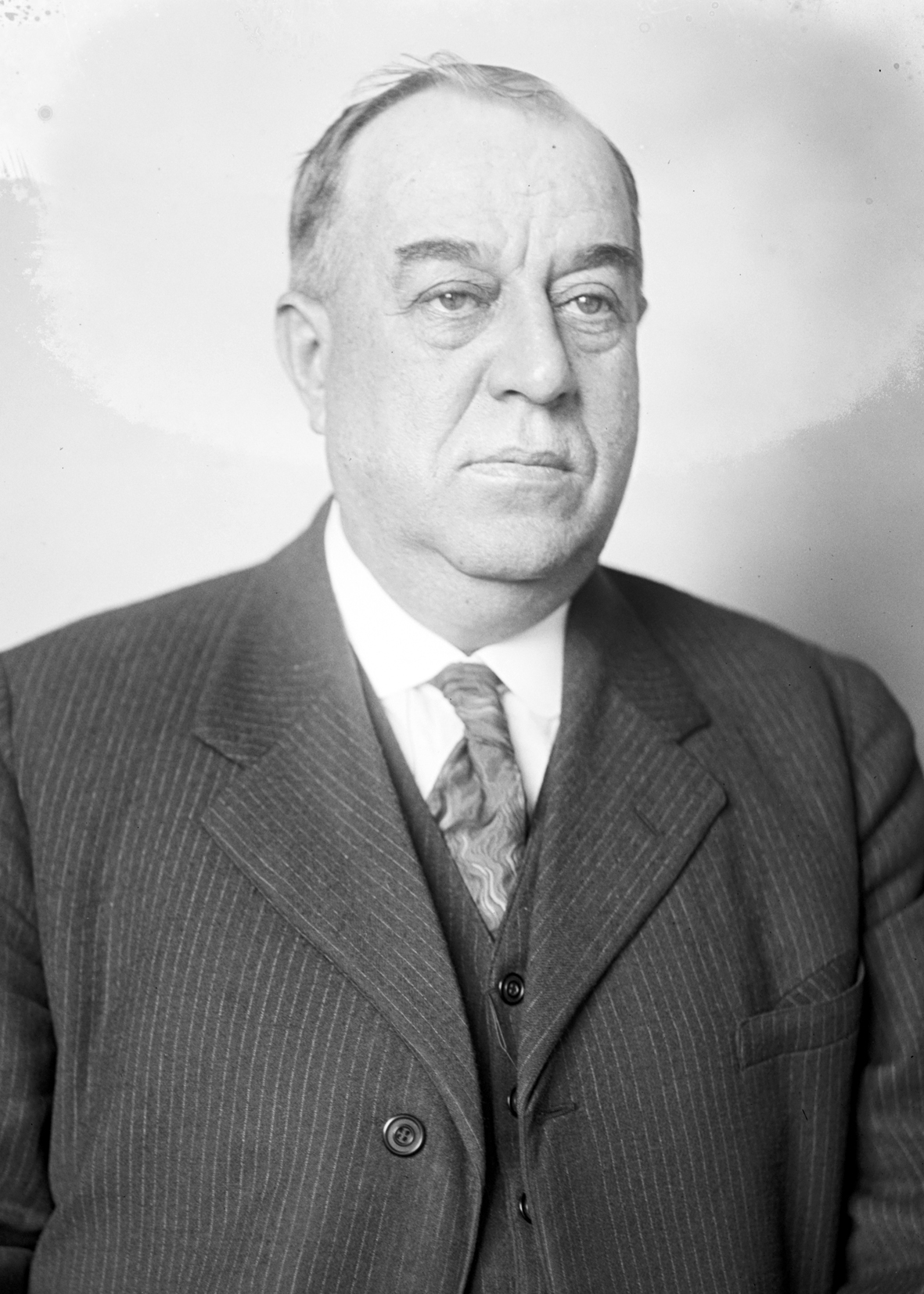
James G. Strong

James George Strong (* 23. April 1870 in Dwight, Livingston County, Illinois; † 11. Januar 1938 in Washington, D.C.) war ein US-amerikanischer Politiker. Zwischen 1919 und 1933 vertrat er den fünften Wahlbezirk des Bundesstaates Kansas im US-Repräsentantenhaus.

## Werdegang
Zwischen 1876 und 1879 besuchte James Strong die Grundschule in seinem Geburtsort Dwight und von 1879 bis 1880 eine Missionsschule in South Dakota. Danach ging er bis 1887 in die öffentlichen Schulen der Stadt St. Marys in Kansas. Strong beendete seine Ausbildung  zwischen 1887 und 1889 mit einem Studium an der Baker University in Baldwin City.
Im Jahr 1891 zog er nach Blue Rapids im Staat Kansas. Dort wurde er auf dem Immobilienmarkt und in der Versicherungsbranche tätig. Außerdem studierte er bis 1895 Jura. Daraufhin begann er in Blue Rapids auch als Rechtsanwalt zu arbeiten. In dieser Zeit erweiterte er seine geschäftlichen Interessen auf den Handel und die Landwirtschaft. Zwischen 1896 und 1911 war Strong juristischer Vertreter der Stadt Blue Rapids. 1905 gründete er die Blue Rapids Telephone Co. und 1912 die Marshall County Power & Light Co. Zwischen 1911 und 1912 war er stellvertretender Bezirksstaatsanwalt im Marshall County.
Politisch war Strong Mitglied der Republikanischen Partei, deren Republican National Conventions er in den Jahren 1912 und 1928 als Delegierter besuchte. Von 1913 bis 1916 war er auch Mitglied im Schulausschuss von Blue Rapids und von 1916 bis 1917 war er Bezirksstaatsanwalt im Marshall County. 1918 wurde er im fünften Distrikt von Kansas in das US-Repräsentantenhaus in Washington gewählt, wo er am 4. März 1919 die Nachfolge von Guy T. Helvering von der Demokratischen Partei antrat. Nach sechsmaliger Wiederwahl konnte er bis zum 3. März 1933 insgesamt sieben Legislaturperioden im Kongress absolvieren. In diese Zeit fallen die bundesweite Einführung des Frauenwahlrechts, das Prohibitionsgesetz und der Beginn der Weltwirtschaftskrise. Von 1923 bis 1931 war Strong Vorsitzender des Ausschusses, der sich mit kriegsbedingten Ansprüchen an die Bundesregierung befasste. Im Jahr 1932 wurde er von seiner Partei nicht mehr für eine weitere Amtszeit nominiert.
Nach dem Ende seiner Zeit im Kongress wurde James Strong stellvertretender Schatzmeister der Home Owners Loan Corporation. Diesen Posten bekleidete er bis zu seinem Tod am 11. Januar 1938 in der Bundeshauptstadt Washington.